# Michaël Ciani
Mickaël o Michaël Ciani (París, Francia, 6 de abril de 1984) es un exfutbolista francés, de origen guadalupeño. Jugaba como defensa y fue profesional entre 2002 y 2019.
En octubre de 2019, tras estar sin equipo desde diciembre de 2018, anunció su retirada como futbolista profesional.
Su hermano Amick Ciani también es futbolista.

## Trayectoria
A la edad de 16 años pasó a formar parte de la plantilla del Racing Club de France Football, para posteriormente pasar a jugar en el Royal Charleroi SC de Bélgica. Tras un encuentro amistoso entre el club belga y el Association de la Jeunesse Auxerroise, el entrenador del club francés, Guy Roux, le fichó para su club. Sin embargo, una lesión en los abductores le impidió jugar en la Ligue 1.
Posteriormente fue cedido al Club Sportif Sedan Ardennes de la Ligue 2. Tras sus actuaciones en el Sedan, el entrenador del Football Club Lorient-Bretagne Sud, Christian Gourcuff, pidió su cesión, para firmar posteriormente un contrato de cuatro años. Su debut en la Ligue 1 con el Lorient se produjo el 5 de agosto de 2006, en un encuentro que el Lorient ganó a domicilio al París Saint-Germain por 2:3.
El 28 de julio de 2009, los dirigentes del Lorient y del Girondins de Burdeos llegaron a un acuerdo para el traspaso del jugador por una cantidad de 4 millones de euros. El jugador firmó un contrato para cuatro temporadas.
Ciani fue contratado para suplir la marcha de Souleymane Diawara al Olympique de Marsella. En su primer partido como titular, el 23 de agosto de 2009 contra el OGC Niza a domicilio, el Burdeos consiguió por primera vez en la temporada terminar sin encajar un gol, con una victoria por 0:4.
Su debut en competición europea se produjo el 15 de septiembre de 2009 frente a la Juventus de Turín, partido de la Liga de Campeones de la UEFA 2009-10. En esa misma competición marcó gol frente al Maccabi Haifa, el Bayern de Múnich y el Olympiakos.
El 27 de agosto de 2012 se confirmó su traspaso del Girondins de Bordeaux a la Società Sportiva Lazio por una cantidad de 3 millones de euros.

## Selección nacional
Ha sido internacional con la selección de fútbol sub-21 de Francia.
El 25 de febrero de 2010, el seleccionador francés Raymond Domenech le convocó por primera vez para un partido de la selección absoluta, para jugar contra España el 3 de marzo en París.

## Clubes
| Club                  | País           | Periodo   | Partidos (goles) |
| --------------------- | -------------- | --------- | ---------------- |
| Racing Club de France | Francia        | 2002-2003 |                  |
| Royal Charleroi SC    | Bélgica        | 2003-2004 | 18 (1)           |
| AJ Auxerre            | Francia        | 2004-2007 | 0 (0)            |
| CS Sedan (cedido)     | Francia        | 2005-2006 | 37 (3)           |
| FC Lorient (cedido)   | Francia        | 2006-2007 | 33 (1)           |
| FC Lorient            | Francia        | 2007-2009 | 65 (4)           |
| Girondins de Burdeos  | Francia        | 2009-2012 | 115 (10)         |
| SS Lazio              | Italia         | 2012-2015 | 67 (2)           |
| Sporting CP           | Portugal       | 2015      |                  |
| RCD Espanyol          | España         | 2015-2016 |                  |
| FC Lorient            | Francia        | 2016-2017 |                  |
| Los Angeles Galaxy    | Estados Unidos | 2017-2018 |                  |